# Caspar von Stein
Casper von Stein zu Nord- und Ostheim (* 25. September 1590; † 28. September 1632) war ein Ritterhauptmann und Gesandter der Fränkischen Reichsritterschaft.

## Leben und familiäres Umfeld
Casper von Stein entstammte einer Familie der fränkischen Reichsritterschaft. Er wurde als Sohn des Ritterhauptmannes Casper von Stein (1571–1602), des Herrn auf Nordheim, und der Maria Magdalena von Wallenfels († 1598) geboren. Er liegt auch in Nordheim begraben. Verheiratet war er seit dem 16. Februar 1618 mit Rosina Maria von Guttenberg (1592–1639). Beider Sohn Carl (1626–1675) war Kanzler des Markgrafen von Bayreuth. Dessen jüngerer Bruder Lorenz (1628–1684) heiratete 1659 Margaretha Barbara von Laineck (1640–1671), die die Güter Förbau, Schwarzenbach an der Saale und Joditz an das Haus Stein brachte. 

## Berufliches und standespolitisches Wirken
Nach einem Studium der Rechte an den Universitäten von Leipzig und Köln wandte er sich nach Ausbruch des Dreißigjährigen Krieges standespolitischen Aufgaben zu. Als Angehöriger der mehrheitlich protestantischen fränkischen Reichsritterschaft wurde er Ritterschaftshauptmann dieser Körperschaft. Obwohl die Reichsritterschaft prinzipiell eher kaisertreu war, musste ein Ausgleich mit den nach Franken vorgedrungenen Schweden angestrebt werden. Er wurde deshalb Gesandter der fränkischen Reichsritterschaft bei den Schweden. Die Zusammenarbeit mit den schwedischen Truppen war offensichtlich eng und fruchtbar, denn er wurde von ihnen zum Kgl. Schwedischen Geheimen Rat ernannt. Gleichzeitig übte er aber auch vom Reich zu vergebene Aufgaben aus. So wurde er nicht nur Landrichter zu Franken, sondern auch Amtmann zu Wildberg und zu Rotenstein. Neben diesen öffentlichen Aufgaben verwaltete er zusätzlich noch seine ererbten Ländereien, insbesondere das 1602 von seinem Vater geerbte Nordheim.